# Лисе (Мазовецьке воєводство)
Лисе (пол. Łyse) — село в Польщі, у гміні Лисе Остроленцького повіту Мазовецького воєводства.
Населення — 2278 осіб (2011).
У 1975-1998 роках село належало до Остроленцького воєводства.

## Демографія
Демографічна структура станом на 31 березня 2011 року:
|          | Загалом | Допрацездатний вік | Працездатний вік | Постпрацездатний вік |
| -------- | ------- | ------------------ | ---------------- | -------------------- |
| Чоловіки | 1138    | 255                | 787              | 96                   |
| Жінки    | 1140    | 256                | 704              | 180                  |
| Разом    | 2278    | 511                | 1491             | 276                  |